# 試割り
試割り（しわり、ためしわり）とは、空手道や中国拳法などで行われる形稽古の一つで、演武会の中でも行なわれる。
自らの拳足（主に手足）がいかに鍛えられたか、また自身の膂力を試すために様々な素材のものを突き技、蹴り技、打ち技、受け技などで割る事をいう。試割りで使用される素材は、板（杉板）、瓦、氷柱、バット、角材、ビール瓶、コンクリートブロック、自然石などがある。また、自らの身体全体で三尺か4尺棒を直接打ち込ませ、棒を折る演武もある。
極真会館各派の選手権大会の試割りのルールは、自身で枚数を決定できるが失敗した際は3枚でやり直しになる。
また空手の一部の流派では、昇級・昇段審査に取り入れられている。